# 291387 Katiebouman
291387 Katiebouman este o planetă minoră (asteroid) din centura de asteroizi. A fost descoperită pe 2 februarie 2006 la Mount Lemmon⁠(d) de Mount Lemmon Survey⁠(d) și a fost numită după Katie Bouman⁠(d). 
Obiectul prezintă o orbită caracterizată de o semiaxă mare de 2,3448880016485 UAi, o excentricitate de 0,12222740168271, o înclinație de 4,6697685293446 ° în raport cu ecliptica.